# 內門觀光休閒園區

內門觀光休閒園區為位於高雄市內門區興建中的休閒園區，原先是壽山動物園遷址預定地，後來受限法規與動保意識抬頭，轉型成觀光休閒園區。

## 簡介
園區土地由內門紫竹寺租借給高雄市政府，面積約11.5公頃，園區規劃引進狐猴、狐獴、水豚、羊駝等動物，也將與辜嚴倬雲植物保種暨環境保護發展基金會合作，設置全台特有種原生植物花園。

## 歷史
- 2022年8月6日，舉行內門觀光休閒園區主體工程動土典禮[2]。